# Franz Romer

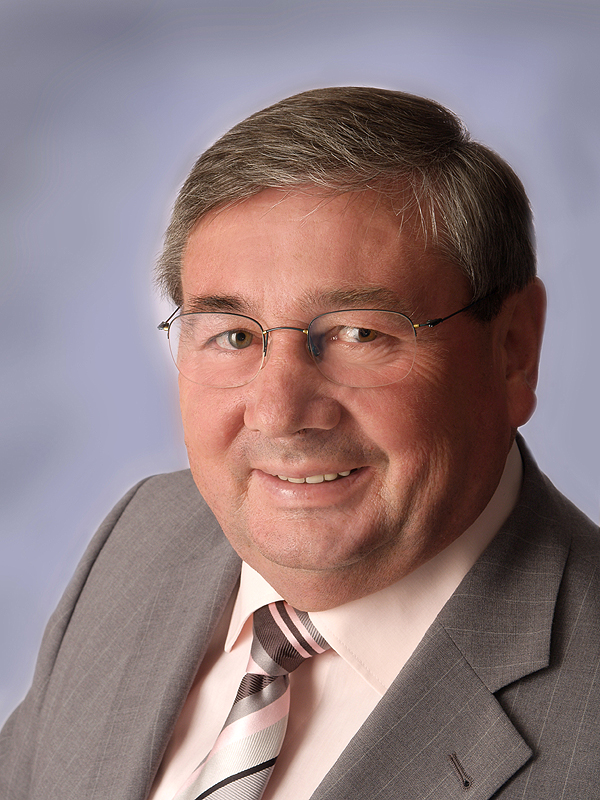
Franz Romer

Franz Xaver Romer (* 26. Februar 1942 in Untersulmetingen; † 2. Februar 2024 in Ehingen (Donau)) war ein deutscher Politiker (CDU) und Mitglied des Deutschen Bundestages.

## Leben und Beruf
Nach dem Besuch der Volksschule in Untersulmetingen absolvierte Romer bis 1960 eine Lehre zum Mechaniker und war anschließend bis 1981 in seinem erlernten Beruf tätig. Er gehörte bereits seit 1978 dem Betriebsrat der Firma Lindenmaier Präzision AG an und war von 1981 bis 1998 freigestellter Vorsitzender des Betriebsrates.
Romer war verheiratet und hatte vier Kinder.
Romer erhielt 2015 das Bundesverdienstkreuz am Bande und wurde 2017 zum Ehrenbürger der Stadt Laupheim ernannt. 2019 wurde ihm der päpstliche Silvesterorden verliehen.
Er starb Anfang Februar 2024 nach einem Herzstillstand Ende Januar.

## Partei
Romer trat 1975 in die CDU ein und gehörte zwischen 1989 und 1999 dem CDU-Landesvorstand von Baden-Württemberg an. Von 1987 bis 2000 war er Kreisvorsitzender der Christlich-Demokratischen Arbeitnehmerschaft (CDA) in Biberach.

## Abgeordneter

### Kommunalpolitik
Romer gehörte seit 1975 dem Stadtrat von Laupheim an und war von 1979 bis 1996 und erneut von 2009 bis März 2018 Mitglied im Kreistag des Landkreises Biberach. Außerdem war er von 1975 bis zu seinem Rücktritt 2018 ehrenamtlicher Ortsvorsteher von Untersulmetingen.

### Bundestag
Romer war erstmals von 1990 bis 1994 und erneut vom 1. Februar 1996 bis 2009 Mitglied des Deutschen Bundestags. 1996 war er für den verstorbenen Abgeordneten Rainer Haungs nachgerückt. Gegen das Nachrücken Romers für den Abgeordneten Rainer Haugs, der ein Überhangmandat besetzt hatte, wurde eine Wahlprüfungsbeschwerde beim Bundesverfassungsgericht eingelegt. Mit dem Nachrücker-Urteil vom 26. Februar 1998 beendete das Bundesverfassungsgericht die langjährige Praxis des Nachrückens eines Abgeordneten in ein Überhangmandat. Die Entscheidung hatte jedoch keine Auswirkung auf den Verbleib Franz Romers im Bundestag, für den das Verfassungsgericht eine Ausnahme zuließ.
Romer war 1990 und 1996 über die Landesliste Baden-Württemberg sowie 1998 (48,5 %), 2002 (57,7 %) und 2005 (52,4 %) als direkt gewählter Abgeordneter des Wahlkreises Biberach in den Bundestag eingezogen. Im 16. Deutschen Bundestag war er der einzige Arbeiter als Mitglied der Unionsfraktion. Zur Bundestagswahl 2009 trat Romer nicht mehr an.